# Oswaldia aurifrons
Oswaldia aurifrons är en tvåvingeart som först beskrevs av Townsend 1908.  Oswaldia aurifrons ingår i släktet Oswaldia och familjen parasitflugor. Inga underarter finns listade i Catalogue of Life.